# Willa Cather
Willa Cather (n. 7 decembrie 1873, Gore, Virginia - d. 24 aprilie 1947) a fost o scriitoare americană. Willa s-a mutat la o vârstă fragedă în Nebraska, la țară. A dorit să devină doctor, dar a abandonat medicina pentru studiul limbilor clasice și a început să scrie. Visul său a fost să devină un scriitor american care să scrie despre omul simplu, care plantează porumb și taie lemne. Cel mai important roman al sau este My Antonia, scris în 1918. Este câștigătoare a Premiului Pulitzer.